# Tentoumushi no Uta
The Song of Tentomushi (яп. てんとう虫の歌 Тэнтомуси но Ута, Песня Божьей Коровки) — японская манга, автором которой является Нобору Кавасаки. Публиковалась издательством Shogakukan в журналах для начальной школы, как часть серии Shogakukan no Gakushō Zasshi с 1973 по 1975 год. По мотивам манги студией Tatsunoko Production был выпущен аниме-сериал, который транслировался по телеканалу Fuji TV с 6 октября 1974 по 26 сентября 1976 года. Всего выпущены 104 серии аниме. Сериал также транслировался на территории Италии и Испании.

## Сюжет
7 братьев и сестёр росли в мире и дружбе, которую поддерживали любящие родители. В знак благодарности старшие из детей решили организовать поездку родителям, но во время путешествия происходит несчастный случай, который уносит жизнь супругов. Теперь дети должны пережить страшную трагедию, научится самостоятельно жить и держаться вместе. Старшие дети начинают играть роль попечителей. Отношения между братьями и сёстрами становится только крепче, их крепким отношением восхищаются друзья и соседи, которые готовы помогать и поддерживать новоиспечённых сирот.

## Список персонажей
Все братья и сёстры именуются по дням недели, от понедельника по воскресения, в зависимости от возраста.
- Хиё Иссю — (Минори Мацусима) 5-летняя девочка, самая младшая в семье и главная героиня истории. После смерти родителей получила прозвище «божья коровка». Милая, весёлая девочка, но в то же время и вредная, часто ссорится со старшими братьями и особенно с Кадзи. По ночам писается в постель, любит ходить без трусов, дружит с животными. Мечтает стать ветеринаром.
- Кадзи Иссю — (Ёсито Ясухара) старший сын в семье после Цукуми. Ему 15 лет. Утром доставляет молоко. Очень вредный и часто ругает младших братьев и божью коровку, порой прибегая даже к насилию. Имеет плохие оценки в школе, за что его наказывает школьный учитель. Любит заниматься спортом. Влюблён в Урару.
- Цукуми Иссю — (Мари Окамото) самая старшая из братьев и сестёр. Ей 16 лет, хотя она уже ведёт себя как взрослая из-за большой ответственности, как старшей в семье. Занимается домашним хозяйством. Получает хорошие оценки в школе.
- Мицуо Иссю — (Ёсико Ямамото) второй брат после Кадзи. Ему 14 лет. Самый гениальный в семье. Выиграл приз литературы. Мечтает стать учёным. Ответственен за утреннюю доставку газет.
- Мокудзакэ Иссю — (Кэйсукэ Ямасита) третий брат после Мицуо. Ему 13 лет. Одновременно самый крупный из всех, страдает ожирением. Очень пессимистичен и религиозен. Хочет стать буддийским монахом. Утром доставляет газеты с Мицуо.
- Кинтаро Иссю — (Норико Цукасэ) четвёртый брат в семье после Мокудзакэ. Ему 8 лет. Весёлый и энергичный мальчик. Мечтает стать фермером.
- Цутимару Иссю — (Норико Маруяма) младший брат в семье. Ему 7 лет. Лысый и пугливый. Мечтает стать детективом.